# Everybody's Fucked Up Twice
Everybody's Fucked Up Twice is het eerste studioalbum van de Nederlandse numetalband Smogus. Het album werd eind 1999 opgenomen in The Box Studio's in Valkenburg, Zuid-Holland. En bestaat uit 15 nummers. Na de opnamen van het album besloten Arno Dreef en Wiebe v/d Ende zich bij de band te voegen.

## Tracklist
- 1. Intro
- 2. Survive It
- 3. Racist'em
- 4. Alle Dagen
- 5. Everybody's Fucked Up Twice (feat. Wiebe v/d Ende)
- 6. Slap-The-Jam-Song
- 7. Tippelzône
- 8. Girl Power
- 9. Popkorn
- 10. God
- 11. Come Out 'n Play (Country edit)
- 12. Come Out 'n Play (Explocore edit)
- 13. Creative
- 14. XTC-Babe
- 15. Outro

## Bandleden
Smogus bestond tijdens de opnamen van dit album uit:
- Daniël de Jongh - zang (als Dani)
- Jaap van Duijvebode - gitaar (als SjEEp)
- Jeroen Bax - basgitaar (als Baxy)
- Ruben Bandstra - drums (als Seh!)

Het album is opgenomen door:
- Arno Dreef (als Arnd-H)

## Trivia
- De in- en outro's zijn ingesproken door Wiebe v/d Ende
- Alle Dagen en Tippelzône zijn de enige twee Nederlandstalige nummers van de band.
- Girl Power bevat elementen van het Spice Girls nummer Say You'll Be There.